# Eustachio Pisani
Eustachio Pisani (Sant'Elia Fiumerapido, 15 de septiembre de 1866 - Isola del Liri, 10 de marzo de 1947) fue un empresario italiano.

## Biografía
Huérfano a temprana edad, se dividió entre trabajar durante el día y estudiar por la noche.
En 1892, tras completar su servicio militar, se trasladó a Isola del Liri, donde fue contratado en las Cartiere Meridionali como ayudante hasta convertirse en jefe de fabricación.
Después de casarse con Speranza Ippolito, heredera del Lanificio Ippolito, asumió la dirección, cambiando su nombre, en 1901, a Ditta Ippolito & Pisani. En pocos años amplió la planta de producción que pasó de 560 metros cuadrados a 11000 metros cuadrados, aprovechando las aguas del río Liri para la producción de energía eléctrica mediante la construcción de un canal de derivación. La producción se fue adaptando paulatinamente a la floreciente industria papelera de la zona, con fieltros para artículos técnicos de excelente calidad, tanto que también fueron demandados en el exterior. Sus méritos en el ámbito empresarial fueron reconocidos en 1916, cuando le concedieron el título de Cavaliere del Lavoro.
En 1935 fue elegido representante de la provincia de Frosinone en el Consejo General del Banco di Napoli.
En 1945 fue llamado a formar parte del Comité de Regencia en la gestión de la Confederación General de la Industria Italiana para el centro-sur de Italia.
Pagó subsidios en caso de antigüedad, invalidez o enfermedad, garantizando una indemnización a quienes dejaran su trabajo en el Feltrificio por cualquier motivo y otorgando tres días de bonificación en Navidad y Semana Santa para que los empleados pudieran celebrar los aniversarios, en serenidad, con seres queridos. Donó una gran suma de dinero para la construcción del hospital en Isola del Liri, además de encargarse de llevar la electricidad a muchos distritos del país que no la tenían y construir edificios para dar un hogar a sus empleados menos acomodado.

## Honores
- Cavaliere del Lavoro, "Mérito en el espíritu empresarial", 9 de enero de 1916[12]

- Cavaliere dell'Ordine della Corona d'Italia, 21 de diciembre de 1911[18]

- Grande Ufficiale dell'Ordine della Corona d'Italia, 19 de enero de 1940[19]